# Carnedd y Saeson

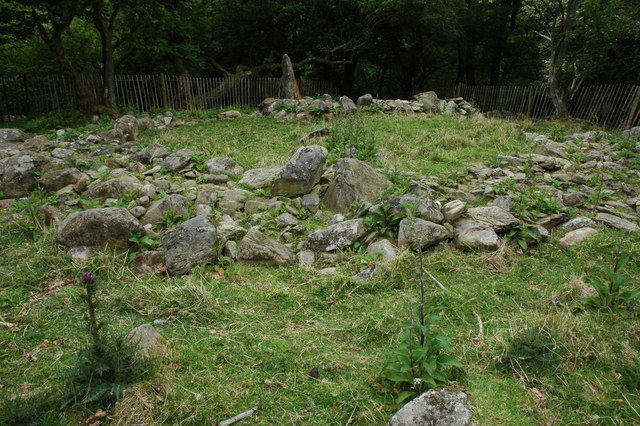
Rundhaus der Eisenzeit

Carnedd y Saeson ist ein Grabhügel, der nordwestlich von Foel Dduarth in Abergwyngregyn in Gwynedd in Nordwales liegt. Carnedd y Saeson bedeutet „Grabhügel des Engländers“ (englisch Cairn of the Englishman). 
Der Cairn hat etwa 14,0 m Durchmesser und eine 1,8 × 1,2 m große Steinkiste in seiner Mitte. Sie ist nord-süd-orientiert, der Deckstein liegt heute östlich der Kiste. Im Innern des noch ca. 30 cm hoch erhaltenen Hügels befindet sich ein Kreis aus kleinen dünnen Schieferplatten von ca. 10 m Durchmesser. Innerhalb dieses Kreises liegt exzentrisch ein weiterer Steinkreis.
In unmittelbarer Nähe liegen die Reste eines eisenzeitlichen Rundhauses und weitere Grabhügel, etwa 450 m entfernt die Anafon Valley Cairns.